# دحول برقية
دحول برقية عبارة عن مجموعة من الدحول تقع جنوب الصمان في السعودية.